# Programació en parella

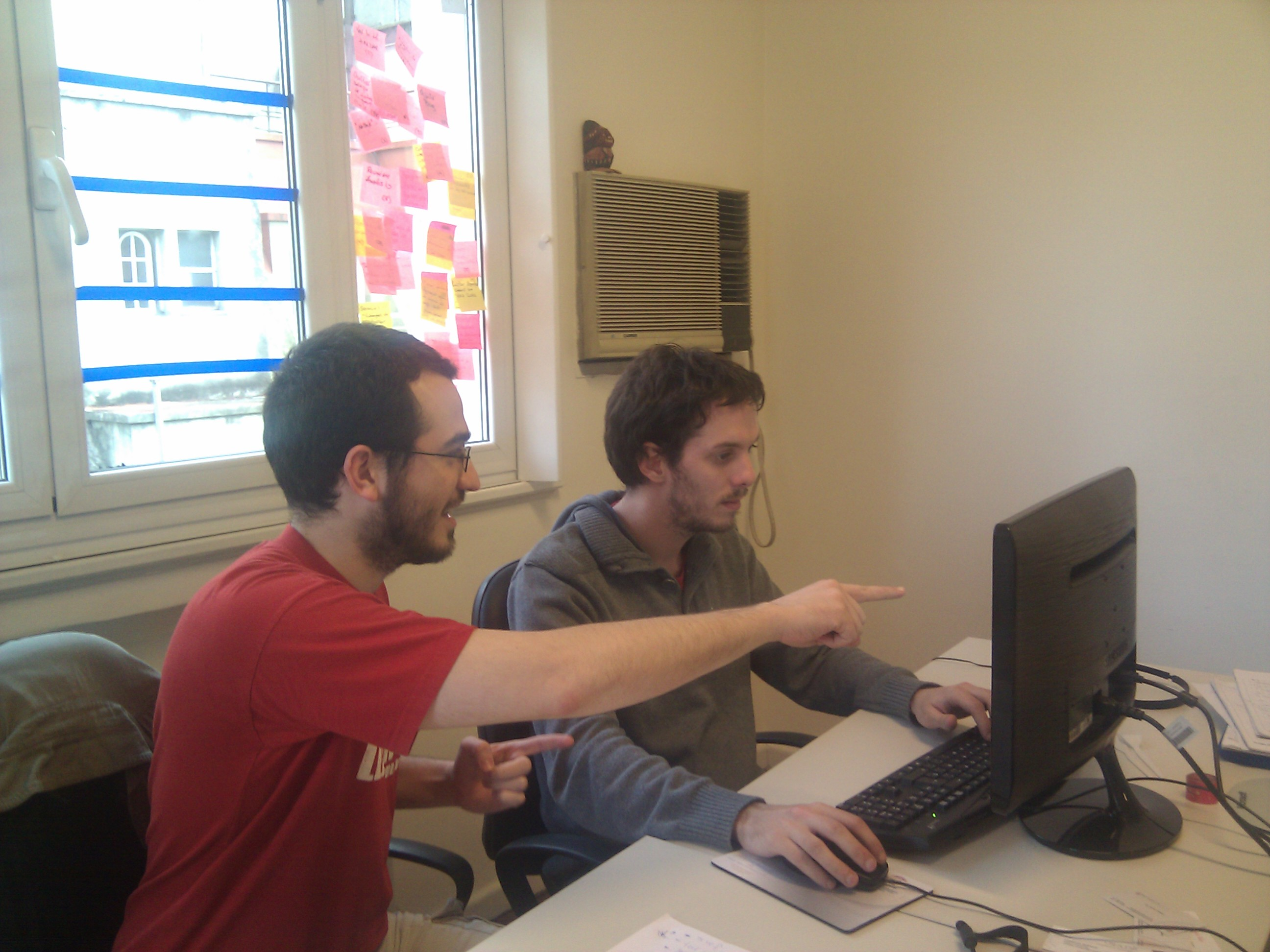
Programació en parella.

La programació en parella (pair programming en anglès), és una tècnica de metodologies àgils de desenvolupament de software (agile software development) on dos programadors treballen de manera conjunta i en una mateixa estació de treball.
Un dels rols de la parella és escriure el codi i l'altre revisar el que s'està implementant. Aquests es van intercanviant de forma freqüent. El rol d'observador no només es dedica a revisar errors, sinó que també degut a la seva posició adquireix la capacitat de saber veure la direcció que pren el desenvolupament i decidir canvis d'estratègia per millorar el treball. Alhora, la persona que escriu el codi va detallant els passos que va seguint, i entre els dos completant la feina de forma més segura, més estructurada i amb menys errors.
En l'univers de la programació hi ha debat sobre els avantatges i inconvenients d'aplicar aquesta tècnica i es generen diversitat de preguntes:
- Millora o no la productivitat?
- Millora o no l'ambient de treball?
- Millora o no la transmissió de coneixement?
- Millora l'estructura del codi?

La Programació extrema és una de les metodologies àgils que incorpora la programació en parella.

## Productivitat
Un estudi realitzat a la universitat de Utah l'any 1999 per Laurie Williams, Robert R. Kessler, Ward Cunningham i Ron Jeffries, un grup de programadors amb experiència havien de resoldre una sèrie d'exercicis dels quals una tercera part del grup ho feia de forma individual i la resta programant en parella, van treure les següents conclusions:
1. El temps disminuïa
2. Els programes tenien menys errades